# Upplands runinskrifter 69
Runinskrift U 69, även kallad Eggebystenen, är en runsten som står vid Eggeby gård på Järvafältet, i Spånga socken och Stockholms kommun i Uppland.

## Stenen
På stenens framsida finns enkla textslingor utan ornamentik i en stil som kallas RAK. Några mindre skärvor saknas men det mesta av texten finns kvar. Texten löper medurs i spiral nästan två varv, avbryts mitt i ett ord, och fortsätter i en kort rak textrad i spiralens mitt. På stenens baksida finns en symbol som liknar ett kristet ringkors, men med åtta likadana armar. Stenen står inte långt från sin ursprungliga plats. Bron som omnämns finns inte kvar, men tros ha varit en utfyllnad av en sänka på den forntida landsvägen mellan Spånga och Eggeby. Inskriften på framsidan och korset på baksidan är uppmålade med röd färg som renoverades år 2012. Då rengjordes stenen även från lavar. Stenens material är gnejs.

## Inskriften
Runtexten

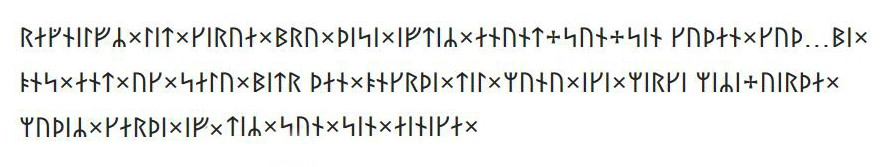
Runtexten.

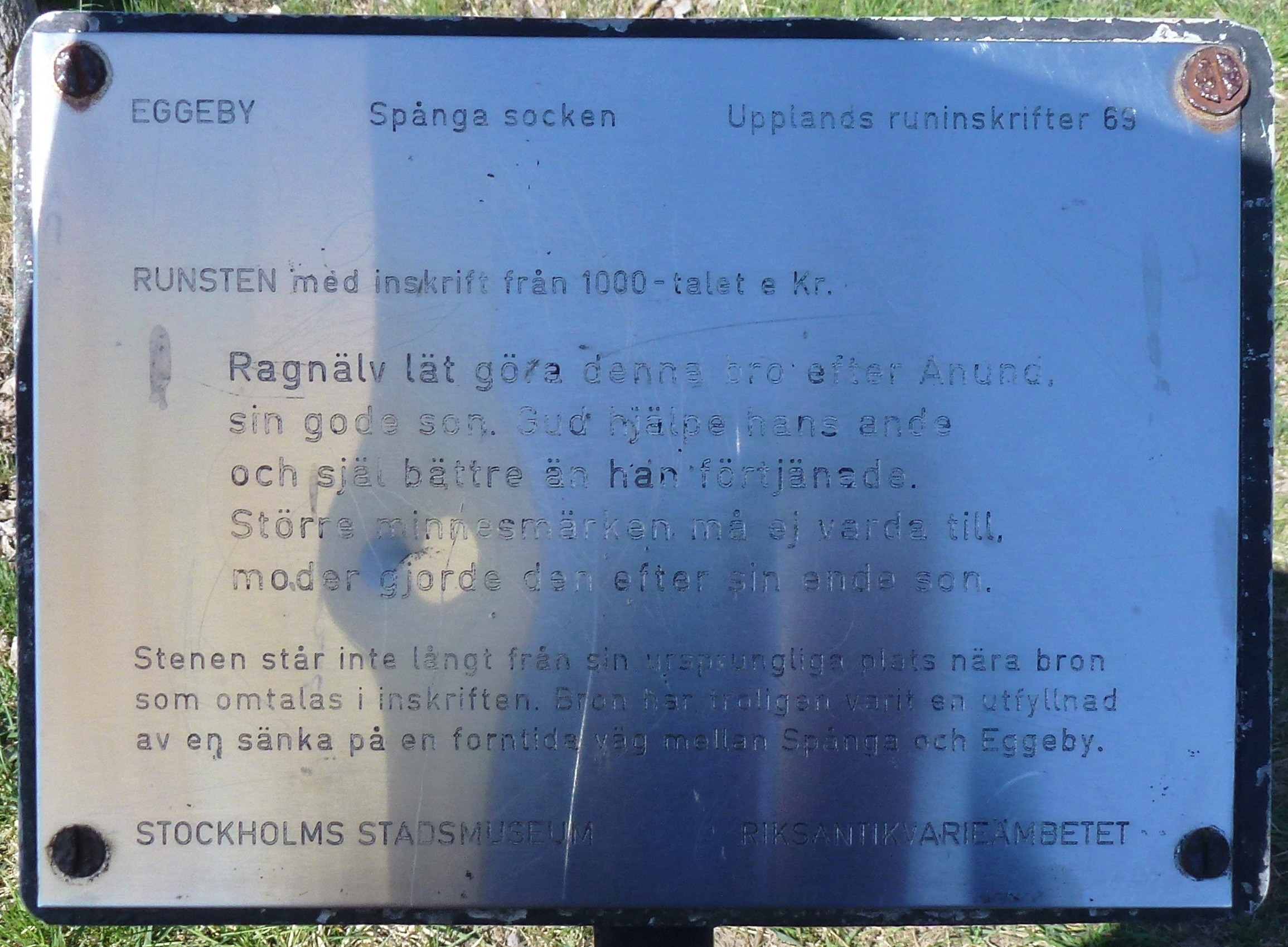
RAÄ:s informationsskylt

ᚱᛅᚵᚾᛁᛚᚠᛦ×ᛚᛁᛏ×ᚴᛁᚱᚢᛅ×ᛒᚱᚢ×ᚦᛁᛋᛁ×ᛁᚠᛏᛁᛦ×ᛅᚾᚢᚾᛏ᛭ᛋᚢᚾ᛭ᛋᛁᚾ ᚴᚢᚦᛅᚾ×ᚴᚢᚦ…ᛒᛁ×ᚭᚾᛋ×ᛅᚾᛏ×ᚢᚴ×ᛋᛅᛚᚢ×ᛒᛁᛏᚱ ᚦᛅᚾ×ᚭᚾᚴᚱᚦᛁ×ᛏᛁᛚ×ᛘᚢᚾᚢ×ᛁᚴᛁ×ᛘᛁᚱᚴᛁ ᛘᛁᛦᛁ᛭ᚢᛁᚱᚦᛅ×ᛘᚢᚦᛁᛦ×ᚴᛅᚱᚦᛁ×ᛁᚠ

ᛏᛁᛦ×ᛋᚢᚾ×ᛋᛁᚾ×ᛅᛁᚾᛁᚴᛅ×
Translitterering
raknilfr × lit × kirua × bru × þasi × iftir × anunt + sun + s[i]n [× k]uþan × kuþ - - - bi × ons × ant × uk × salu × bitr × þan × on krþi × til × munu × iki × mirki × miri × uirþa × muþir × karþi × iftir × sun × sin × ainika ×
Normaliserad
Ragnælfr let gærva bro þessi æftir Anund, sun sinn goðan. Guð [hial]pi hans and ok salu bætr þan hann gærði til. Munu æigi mærki mæiri verða, moðir gærði æftir sun sinn æiniga.
Tolkning / översättning
Ragnälv lät göra denna bro efter Anund, sin gode son. Gud hjälpe hans ande och själ bättre än han förtjänade. Större minnesmärken må ej varda till, moder gjorde den efter sin ende son.

## Detaljer

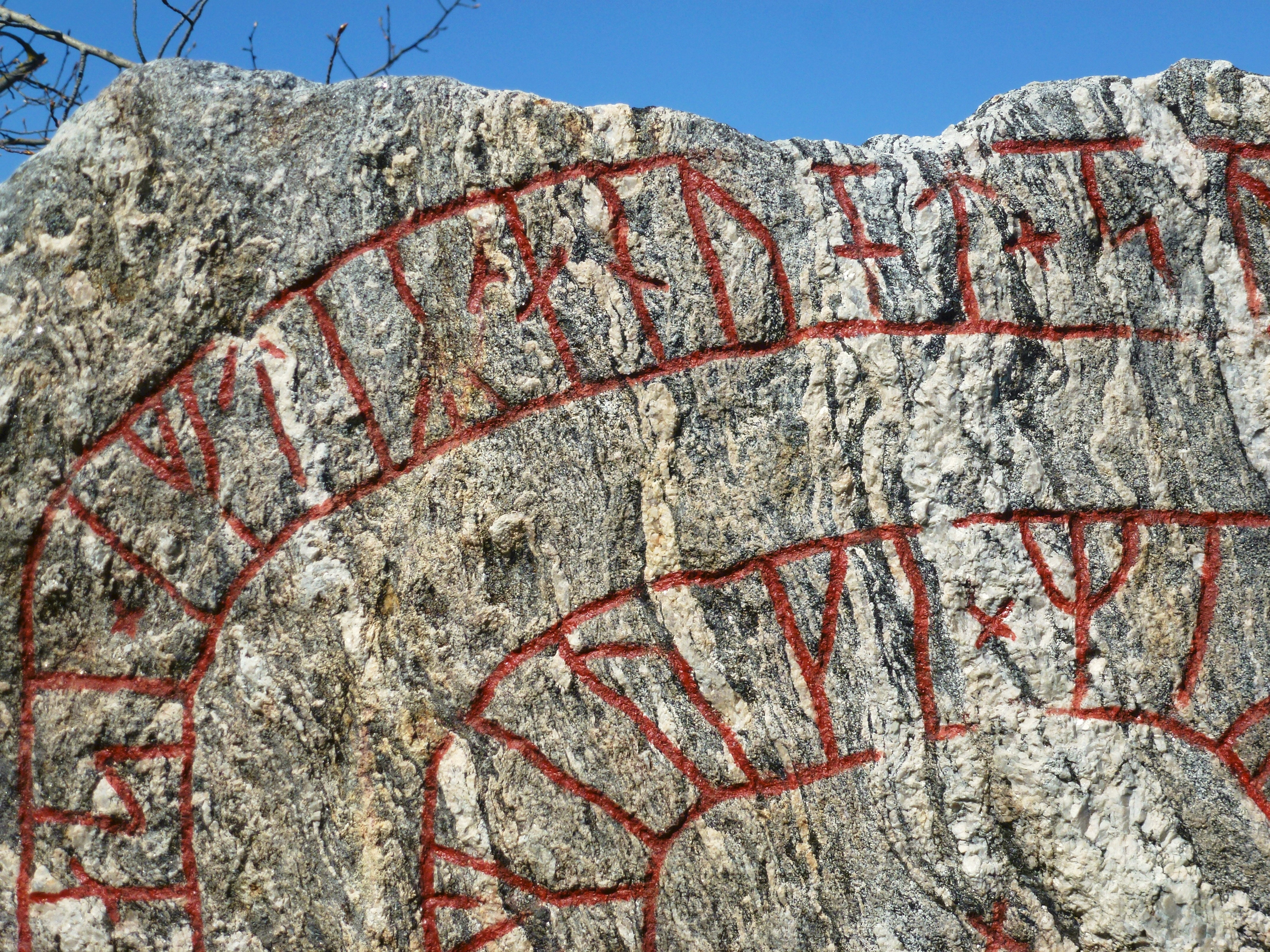
Framsida, detalj
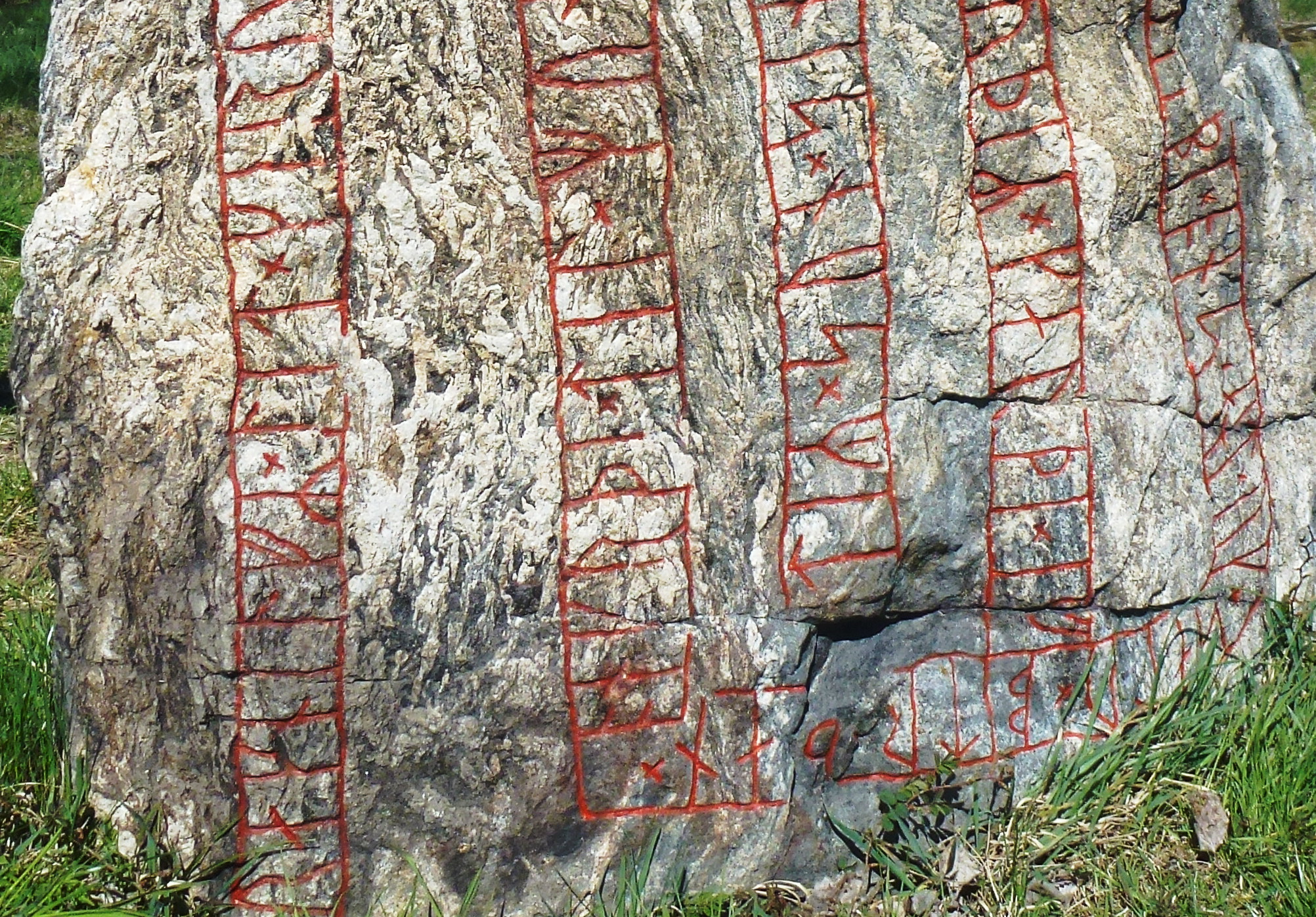
Framsida, detalj
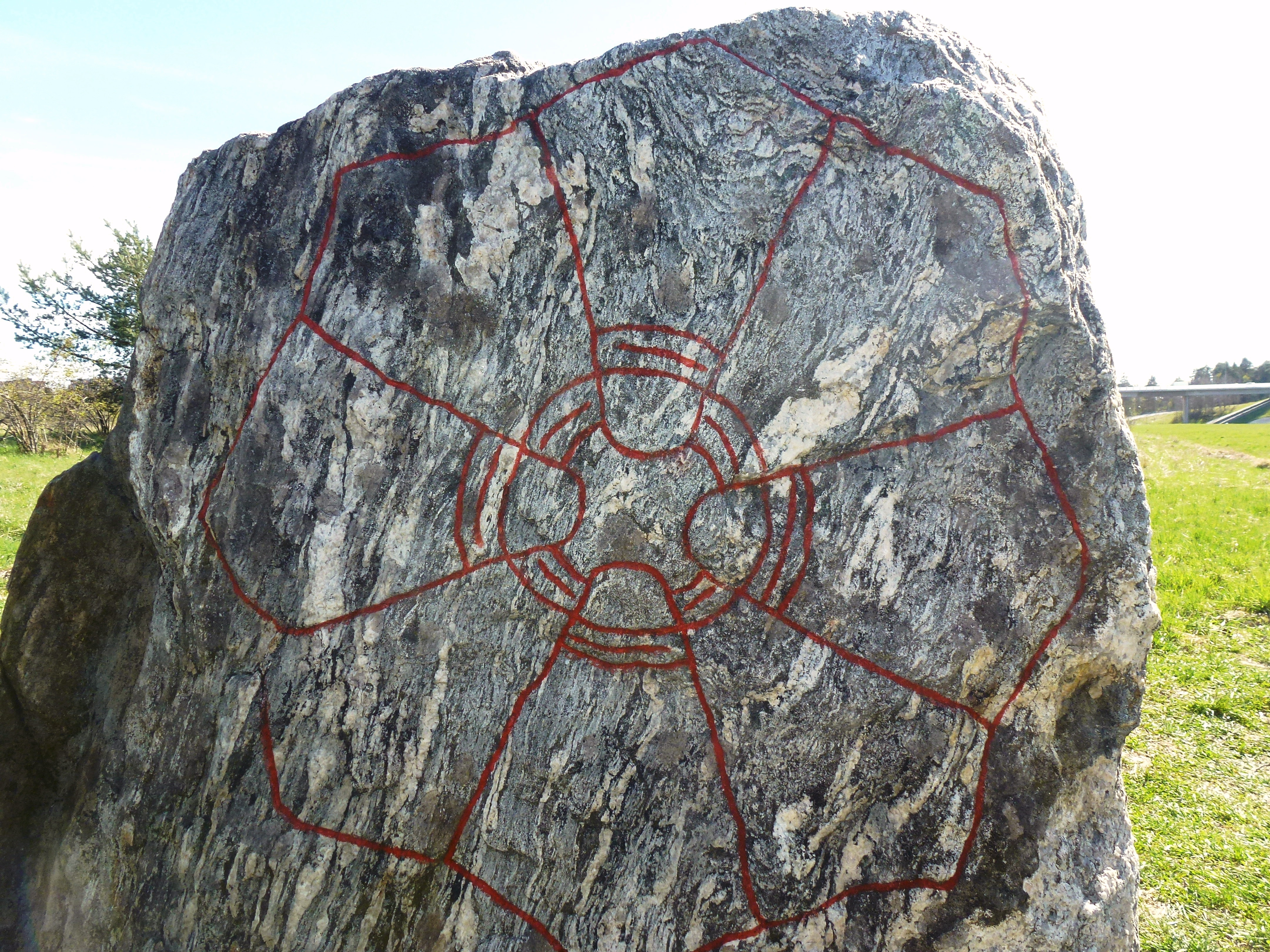
Baksida